# Estádio José Alvalade
Estádio José Alvalade XXI – stadion piłkarski w Lizbonie, na którym rozgrywa swoje mecze drużyna Sporting CP. Powstał z myślą o Mistrzostwach Europy w Piłce Nożnej w 2004. Stadion wybudowano tuż obok poprzedniego obiektu Sportingu, który został następnie zlikwidowany. Stadion nosi imię José Alvalade, założyciela i pierwszego członka klubu Sporting CP na początku XX wieku.

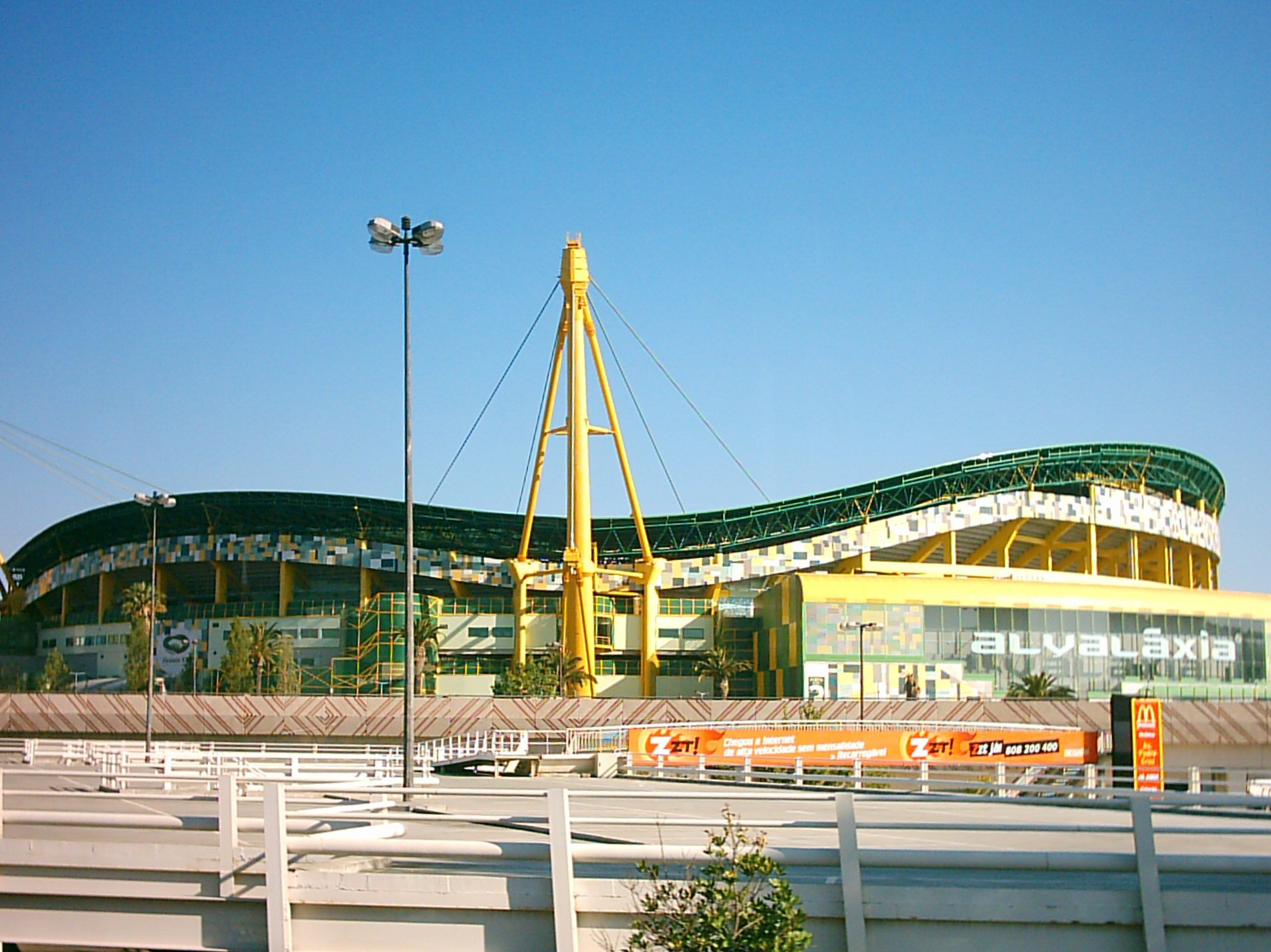
Stadion od zewnątrz